# XO-1
XO-1 (Moldoveanu) – gwiazda w gwiazdozbiorze Korony Północnej oddalona o około 536 lat świetlnych od Słońca.
XO-1 to żółty karzeł, ma masę i promień porównywalne do słonecznych. Projekt SuperWASP po obserwacji gwiazdy zakwalifikował ją do gwiazd zmiennych. W 2006 roku odkryto planetę pozasłoneczną XO-1 b okrążającą XO-1. Odkrycie to zostało dokonane przez XO Telescope.

## System planetarny
W 2006 roku odkryto planetę wielkości Jowisza krążącą wokół XO-1. Odkrycia dokonano metodą tranzytu przy użyciu teleskopu XO. Odkrycia dokonał zespół astronomów pod przewodnictwem Petera McCullougha, w skład grupy wchodziło również czterech astronomów amatorów z Ameryki Północnej i Europy.
Odkrycie potwierdzono używając Teleskopu Harlana J. Smitha i Teleskopu Hobby-Eberly należącego do Uniwersytetu Teksańskiego w Austin.

## Nazwa
Gwiazda ma nazwę własną Moldoveanu, będącą nazwą najwyższego szczytu górskiego w Rumunii (2544 m n.p.m.). Nazwa została wyłoniona w konkursie zorganizowanym w 2019 roku przez Międzynarodową Unię Astronomiczną w ramach stulecia istnienia organizacji. Uczestnicy z Rumunii mogli wybrać nazwę dla tej planety. Spośród nadesłanych propozycji zwyciężyła nazwa Moldoveanu dla gwiazdy i Negoiu dla planety.